# 11449 Stephwerner
11449 Stephwerner là một tiểu hành tinh vành đai chính với chu kỳ quỹ đạo là 1813.4918352 ngày (4.97 năm).
Nó được phát hiện ngày 22 tháng 8 năm 1979.